# ФК Охрид
ФК Охрид е футболен клуб от град Охрид, Северна Македония. Играят с екипи в бяло и синьо във футболен комплекс Билянини извори. Клубът е създаден през 1921 година.